# 9777 Enterprise
9777 Enterprise è un asteroide della fascia principale. Scoperto nel 1994, presenta un'orbita caratterizzata da un semiasse maggiore pari a 2,3966882 UA e da un'eccentricità di 0,2335462, inclinata di 3,27179° rispetto all'eclittica.